# Microbotriomicets
Els microbotriomicets (Microbotryomycetes) són una classe de fongs de la divisió dels basidiomicots (Basidiomycota)
Tots els representants d'aquesta classe són llevats basidiomicetosos que parasiten plantes i altres fongs. Tot i que també s'ha reportat la presència d'espècies sapròfites.

## Taxonomia
Fins recentment, aquesta classe contenia 7 ordres:
- Ordre Heitmaniales
- Ordre Heterogastridiales
- Ordre Kriegeriales
- Ordre Leucosporidiales
- Ordre Microbotryales
- Ordre Rosettozymales
- Ordre Sporidiobolales